# Fracción del Cano
Fracción del Cano är en ort i Mexiko.   Den ligger i kommunen Tierra Blanca och delstaten Guanajuato, i den centrala delen av landet, 210 km nordväst om huvudstaden Mexico City. Fracción del Cano ligger 1 857 meter över havet och antalet invånare är 480.
Terrängen runt Fracción del Cano är huvudsakligen kuperad. Fracción del Cano ligger nere i en dal. Runt Fracción del Cano är det ganska glesbefolkat, med 34 invånare per kvadratkilometer. Närmaste större samhälle är San José Iturbide, 17,7 km väster om Fracción del Cano. Trakten runt Fracción del Cano består i huvudsak av gräsmarker.